# Haemaphysalis cooleyi
Haemaphysalis cooleyi este o specie de căpușe din genul Haemaphysalis, familia Ixodidae, descrisă de Bedford în anul 1929. Conform Catalogue of Life specia Haemaphysalis cooleyi nu are subspecii cunoscute.